# Cambra
Pour les articles homonymes, voir Cambra (homonymie).
Cambra est la fille de Belin le Grand, roi légendaire des Bretons, mariée à Antenor, le deuxième roi des Cimmériens. Ceux-ci auraient changé leur nom pour celui de Sicambres en l'honneur de Cambra[source insuffisante].